# Polska na Mistrzostwach Europy w Lekkoatletyce 1954
Polska na Mistrzostwach Europy w Lekkoatletyce 1954 – reprezentacja Polski podczas zawodów liczyła 35 zawodników, którym udało się zdobyć trzy medale – po jednym złotym, srebrnym i brązowym.

## Rezultaty

### Mężczyźni
- bieg na 100 metrów
  - Zdobysław Stawczyk odpadł w półfinale
  - Nikodem Goździalski odpadł w eliminacjach
- bieg na 200 metrów
  - Zdobysław Stawczyk odpadł w eliminacjach
- bieg na 400 metrów
  - Gerard Mach odpadł w eliminacjach
  - Leszek Sierek odpadł w eliminacjach
- bieg na 800 metrów
  - Edmund Potrzebowski odpadł w półfinale
- bieg na 1500 metrów
  - Edmund Potrzebowski odpadł w eliminacjach
  - Kazimierz Żbikowski odpadł w eliminacjach
- bieg na 5000 metrów
  - Alojzy Graj zajął 10. miejsce
  - Władysław Płonka odpadł w eliminacjach
- bieg na 10 000 metrów
  - Stanisław Ożóg zajął 13. miejsce
  - Jan Miecznikowski nie ukończył
- bieg na 3000 metrów z przeszkodami
  - Jerzy Chromik nie wystartował w finale (kontuzja)
- sztafeta 4 × 100 metrów
  - Zdobysław Stawczyk, Nikodem Goździalski, Emil Kiszka i Wiesław Holajn odpadli w eliminacjach
- sztafeta 4 × 400 metrów
  - Gerard Mach, Leszek Sierek, Zbigniew Makomaski i Stanisław Swatowski odpadli w eliminacjach
- skok wzwyż
  - Zbigniew Lewandowski zajął 8. miejsce
  - Kazimierz Fabrykowski zajął 12. miejsce
- skok o tyczce
  - Edward Adamczyk zajął 9. miejsce
  - Zenon Ważny zajął 11. miejsce
- skok w dal
  - Zbigniew Iwański zajął 2. miejsce
  - Janusz Ratajczak zajął 8. miejsce
- trójskok
  - Zygfryd Weinberg zajął 4. miejsce
  - Jerzy Gizelewski zajął 7. miejsce
- rzut młotem
  - Tadeusz Rut zajął 4. miejsce
- rzut oszczepem
  - Janusz Sidło zajął 1. miejsce
  - Zbigniew Radziwonowicz zajął 8. miejsce

### Kobiety
- bieg na 100 metrów
  - Barbara Lerczak odpadła w półfinale
  - Celina Jesionowska odpadła w półfinale
- bieg na 200 metrów
  - Barbara Lerczak zajęła 4. miejsce
- bieg na 800 metrów
  - Bożena Pestka zajęła 5. miejsce
- bieg na 80 metrów przez płotki
  - Elżbieta Bocian odpadła w półfinale
  - Elżbieta Duńska odpadła w półfinale
- sztafeta 4 × 100 metrów
  - Maria Ilwicka, Barbara Lerczak, Maria Kusion i Celina Jesionowska zajęły 5. miejsce
- skok w dal
  - Elżbieta Duńska zajęła 3. miejsce
  - Maria Ilwicka zajęła 6. miejsce
  - Maria Kusion zajęła 8. miejsce
- rzut dyskiem
  - Helena Kozłowska zajęła 13. miejsce
- rzut oszczepem
  - Jadwiga Majka zajęła 7. miejsce
- pięciobój
  - Maria Ilwicka zajęła 6. miejsce